# هيرلي (باد كاليه)
هيرلي، باد كاليه (بالفرنسية: Herly, Pas-de-Calais)‏ هي بلدية تقع في إقليم باد كاليه من منطقة نور با دو كاليه في شمال فرنسا. تبلغ مساحة هذه المدينة 16.3 (كم²)، وترتفع عن سطح البحر 136 م، يبلغ عدد سكانها 325 نسمة حسب إحصاء المعهد الوطني للإحصاء والدراسات الاقتصادية سنة 2009 م. وترأس Pierre Lecerf البلدية خلال فترة (2008-2014).